# African Institute for Mathematical Sciences

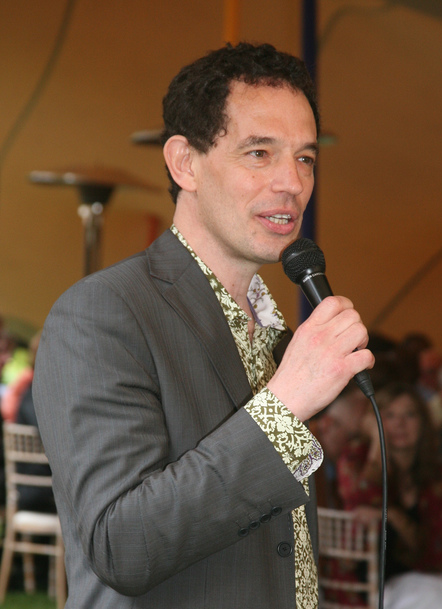
Neil Turok, der Gründer des AIMS

Das African Institute for Mathematical Sciences (kurz: AIMS) ist ein „Netzwerk aus Exzellenzzentren, die Mathematik und Naturwissenschaften im Allgemeinen und die Ausbildung talentierter Studierender und Lehrender im Besonderen fördern“.
Es liegt im südafrikanischen Muizenberg, einem Vorort von Kapstadt. Gegründet wurde es 2003 von Neil Turok, um „die mathematische Ausbildung in Afrika auf Weltniveau zu heben“. Das AIMS ist ein Kooperationsprojekt von drei Universitäten der Region (Universität Kapstadt, Universität Stellenbosch und Universität des Westkaps) und den Hochschulen Université Paris-Sud, Oxford University und Cambridge University.

## Geschichte

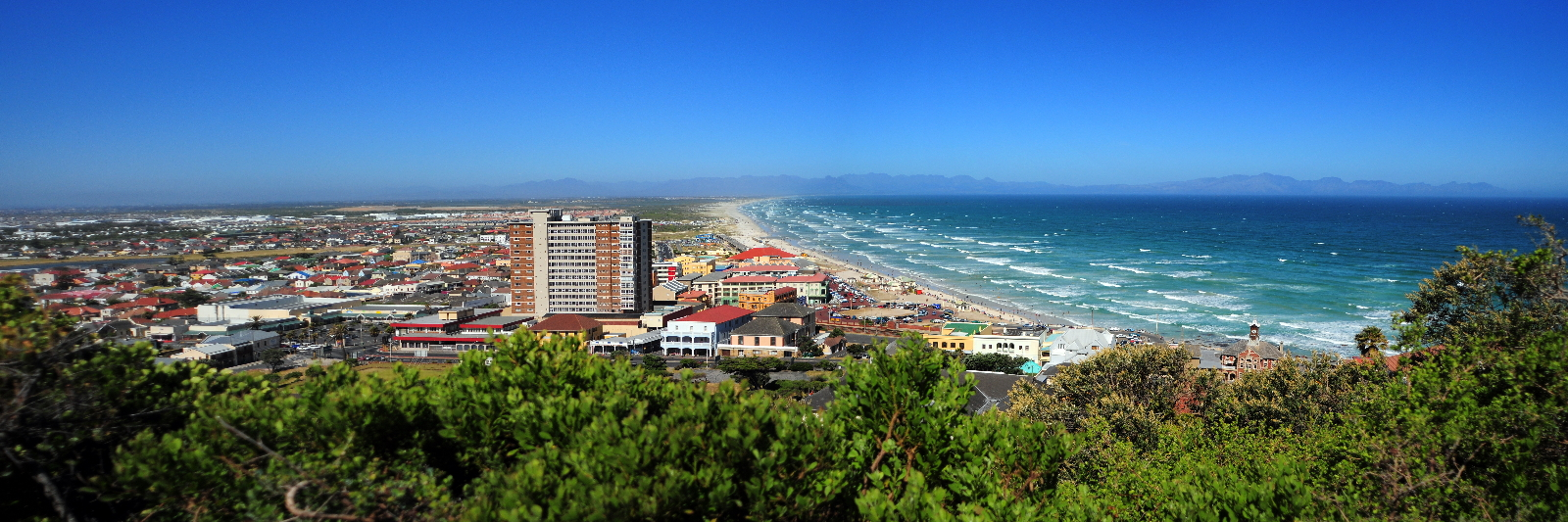
Muizenberg, ein Vorort von Kapstadt

Die Einrichtung wurde 2003 von Neil Turok gegründet, um „die mathematische Ausbildung in Afrika auf Weltniveau zu heben“. Er kaufte für 100.000 Dollar ein etwas heruntergekommenes Hotel und ließ es zu einer Art „Mathematik-Internat“ umbauen. Das Projekt wird seit seinen Anfängen von drei Universitäten der Region (Universität Kapstadt, Universität Stellenbosch und Universität des Westkaps) und den Hochschulen Université Paris-Sud, Oxford University und Cambridge University mit Beratung und Geld unterstützt.

## Struktur

### Leitung
Das AIMS wird von einem internationalen Direktorengremium geleitet, dem ein Rechnungsprüfungs- und Finanzbeirat und ein wissenschaftlicher Beirat zur Seite stehen.
Vorsitzender des Leitungsgremiums ist der Mathematiker Barry Green (Stand: Frühjahr 2017).

### Studenten
2006 waren 49 Studenten aus 20 verschiedenen afrikanischen Ländern eingeschrieben.
Inzwischen melden sich pro Jahr etwa 3000 Bewerber für die knapp 300 Plätze (Stand: Frühjahr 2017). Für die Studenten sind Studium, Wohnung, Verpflegung und Reisekosten frei, zusätzlich erhalten sie etwas Taschengeld. Knapp ein Drittel der Studierenden sind Frauen.

### Fakultäten
- Mathematik[2]
- Quantenmechanik
- Statistik
- Bioinformatik
- Finanzwesen

## Angebote

### Masterprogramm
Das Masterprogramm ist das Aushängeschild des AIMS. Hier sollen Wissenschaftler mit breit gefächerten Kenntnissen und ausgezeichneten Fähigkeiten im Problemlösen und in der Innovation ausgebildet werden.
Zugangsvoraussetzung sind ein vierjähriges Studium und ein Bachelor-Abschluss in Mathematik oder einer Fachkombination mit einem hohen Anteil an mathematischen Lehrveranstaltungen. Die Studenten lernen und leben zusammen mit den Unterrichtenden in dem Campusgebäude.
Dieser Studiengang ist folgendermaßen strukturiert:
Nach einer Einführungswoche nehmen die Studenten im ersten Semester an Kursen mit einem genau festgelegten Programm teil, in denen sie ihre Kompetenzen erweitern (skills courses). Im zweiten Semester besuchen sie review courses, bei deren Gestaltung die Dozenten frei sind und eigene Schwerpunkte setzen können. Das dritte Semester ist eine Projektphase, während derer die Studenten mit einem Supervisor an einem Thema arbeiten. Am Ende des Studienjahres wird ein Master-Abschluss erworben, mit dem sie ihr Studium an anderen Universitäten fortsetzen können.
Ein Schwerpunkt ist auch die Entwicklung von computerbasierten Modellen mit freier Software, vor allem SAGE, SciPy oder R.

### Bachelor of Science with Honors in Mathematik mit Schwerpunkt Biomathematik
Ziel dieses Studiengangs ist es, Mathematiker zur Modellanalyse und Modellentwicklung auf der Basis von Forschungsdaten aus der Biologie oder Medizin zu befähigen. Anwendungsbeispiele sind Modelle zur Vorhersage des Einflusses von AIDS, Malaria, Tuberkulose oder des Klimawandels auf Südafrika.
Dieser einjährige, nur für Südafrikaner angebotene Studiengang ist ein Kooperationsprojekt: Im ersten halben Jahr wird am AIMS studiert, im zweiten Halbjahr an der Universität Stellenbosch. Der Titel Bachelor of Honors wird in Südafrika verliehen, wenn man nach dem Bachelor-Abschluss ein Aufbaustudium mit einer Studiendauer von ein bis zwei Jahren abgeschlossen hat.

### Weitere Angebote
Das AIMS hat bereits zahlreiche Vorträge, Workshops und Konferenzen abgehalten.
Es bietet auch Forschungsstipendien, Stipendien für Doktoranden, Masterstudenten, Postdoktoranden und Alumni an.
Das AIMS engagiert sich auch im Bereich der Primar- und Sekundarschulen:
AIMSSEC bietet zur Vertiefung des Mathematikunterrichts kostenlose Fortbildungskurse für Lehrer und Lernmaterialien für die Altersstufen 5 bis 18+ an.

## Absolventen
Von den bisher rund 1200 Absolventen aus 43 Ländern blieben die meisten nach dem Studium in Afrika oder kehrten später dorthin zurück (Stand: Frühjahr 2017). Viele von ihnen leiten den Fachbereich für Statistik an einer Universität ihres Heimatlandes oder sind Hochschullehrer für Mathematik.
45 % der Absolventen aus Nigeria, woher die meisten der Ehemaligen kommen, sind Frauen; bei Absolventen aus dem muslimisch geprägten Sudan beträgt der Frauenanteil sogar 54 % (Stand: Frühjahr 2017).

## Unterstützung
Die Regierungen von Kamerun, Ghana, Südafrika, Tansania, Ruanda und dem Senegal sind Partner des AIMS.
Hohe internationale Anerkennung erhält das AIMS für seinen Ansatz, „Zugang zu wissenschaftlicher Exzellenz als Entwicklungshilfe darzustellen“.
Zu den Schirmherren des AIMS gehören unter anderem Stephen W. Hawking und die Nobelpreisträger Joseph H. Taylor und John Sulston.
Das AIMS genießt breite Unterstützung aus Europa und Nordamerika: Finanzielle Hilfe und Lehrpersonal kommt aus Kanada, Deutschland und Großbritannien: Ohne Unterstützung aus dem Ausland könnte der Lehrbetrieb nämlich nicht aufrechterhalten werden, da es nur wenige angestellte Professoren gibt. So hat die Alexander-von-Humboldt-Stiftung fünf Lehrstühle an AIMS-Zentren eingerichtet, die Robert-Bosch-Stiftung finanziert eine Junior-Professur und Gastdozenten aus vielen Ländern halten dreiwöchige Blockkurse ab. Der DAAD bietet Stipendien an.
Eine ganze Reihe namhafter Gastdozenten haben bereits mehr als einen Kurs am AIMS abgehalten und sich auch sonst um die Einrichtung verdient gemacht, darunter David MacKay von der Universität Cambridge und Vincent Rivasseau von der Universität Paris-Süd.
Google spendete dem AIMS 2010 eine Million US-Dollar und zwei weitere für die Next Einstein Initiative (NEI).

## Ausweitung des Modells
Mit dem Preisgeld für einen TED-Preis, das Turok 2008 bekam, gründete er die Next Einstein Initiative (NEI), die weitere AIMS-Hochschulen ins Leben rufen soll. In Ghana, Kamerun, Ruanda, Tansania und dem Senegal existieren bereits AIMS-Einrichtungen (Stand: Frühjahr 2017).

## Sonstiges
Wegen der hohen Arbeitsbelastung bezeichnen Studierende das AIMS (englisch: Ziele) scherzhaft als African Institute for Minimal Sleep (englisch: Afrikanisches Institut für sehr wenig Schlaf).